# Gonioscelis ramphis
Gonioscelis ramphis là một loài ruồi trong họ Asilidae. Gonioscelis ramphis được Londt miêu tả năm 2004.